# Мухоловка ультрамаринова
Мухоловка ультрамаринова (Ficedula superciliaris) — вид горобцеподібних птахів родини мухоловкових (Muscicapidae), який гніздиться в передгір'ях Гімалаїв і зимує на півдні Індії.

## Опис
Трохи менший за горобця (близько 10 см) і кремезної статури. Самець зверху темно-синій, боки голови та шиї темно-сині, а помітна біла пляма проходить від центру горла через груди до живота. Кількість білого кольору на лобі та хвості проявляється по-різному, із заходу на схід гімалайських передгір'їв, що іноді веде до виділення трьох підвидів:
- Західний підвид із західних Гімалаїв має характерне біле оперення та білі основи до зовнішнього пір'я хвоста.
- У східного підвиду (Ficedula superciliaris aestigma) зі східних Гімалаїв відсутні чіткі білі плями.
- Популяція з південних пагорбів Ассама (іноді позначається як третій підвид cleta) повністю позбавлена будь-якого суперцилію.

Зазвичай поодинокі, хоча іноді в змішаних мисливських групах взимку. В основному тримаються на низьких деревах і кущах, харчуючись серед крони листя, не виходячи часто на відкрите місце. Постійно смикають хвіст, що часто супроводжується розпушуванням пір'я на голові, особливо поблизу гнізда. У харчуванні в основному комахи.

## Розповсюдження
Літо: звичайні відвідувачі західних Гімалаїв, від Джамму, Кашміру та Гімачал-Прадеша до Уттаракханда (західна раса), і взаємодіє в Непалі зі східною расою Ficedula superciliaris aestigma, яка продовжується у східних Гімалаях через Бутан до Аруначал. Гніздяться між 2000—2700 м, іноді на висоті до 1800 і до 3200 м. Також у нижніх пагорбах Мегхалая і Нагаланд, Кхазі-Гілс і Качар, іноді вважаються третьою расою; зимові переміщення цієї популяції невідомі. Місце проживання: відкриті змішані ліси з дуба, рододендрона, сосни, ялиці та ін., зрідка фруктові сади.
Зима: Центральна Індія від Делі на південь до північної Махараштри, Гоа, північної Махараштри та на схід до Андхра-Прадеша та Одіші. Зимуючі популяції в східних штатах, можливо, з Непалу/Сіккіма, змішані: значна частина цієї популяції також має біле опперення та прикореневі плями на хвості.

## Гніздування
- Сезон: середина квітня — початок липня
- Гніздо: м'яка структура з дрібного моху з деякою кількістю смужок кори і дрібної трави, вистелена волосками і корінцями, розміщується в ямках або щілинах на деревах, на висоті до семи метрів або в западині на крутому березі. Легко береться до гніздових ящиків у садах на пагорбі.
- Яйця: Від 3 до 5, зазвичай 4 яєць .Забарвлення яєць біле або рожеве, з дрібними розмитими коричневими або рожевими цятками. Середній розмір 16×12,2 мм.

## Поведінка в пошуку їжі
Зазвичай вони реагують на непрямі сигнали більше, ніж на прямі, щодо управління ризиками під час пошуку їжі.